# Provinciale weg 220
De provinciale weg 220 (N220) is een provinciale weg in de provincie Zuid-Holland. De weg vormt een verbinding tussen de N211 ten zuidwesten van 's-Gravenzande en Maasdijk, alwaar de weg een aansluiting heeft op de N223 richting Naaldwijk en Rotterdam/Gouda.
Het gedeelte 's-Gravenzande en de Oranjesluis is uitgevoerd als tweestrooks-gebiedsontsluitingsweg met een maximumsnelheid van 80 km/h. Het overige gedeelte tussen de Oranjesluis en de aansluiting op de A20 is uitgevoerd als erftoegangsweg met een maximumsnelheid van 60 km/h. De weg draagt over de gehele lengte de naam Maasdijk, wat verwijst naar het dijklichaam waar de weg over verloopt. Dit dijklichaam ligt reeds sinds de 13e eeuw op deze plaats. Zowel het gedeelte dat gecategoriseerd is als gebiedsontsluitingsweg als het gedeelte dat is gecategoriseerd als erftoegangsweg zijn in beide richtingen voorzien van een permanente snelheidscontrole.
Door de ligging tussen de A20 en de haven van Hoek van Holland vormt de N220 een belangrijke schakel in het internationale verkeer van en naar het Verenigd Koninkrijk.
Vlak bij de kruising met de N223 staat het monumentale pand Het Jachthuis. Dit pand staat boven op de Oranjesluis, die de doorgang vormt voor boezemwater dat uit de polders van het Hoogheemraadschap Delfland naar het Oranjekanaal wordt gebracht om door een gemaal in de Nieuwe Waterweg te worden gepompt. In het kader van een verbetering van de water-infrastructuur (het zogenaamde ABC Delfland) werd in 2006 een tweede afsluitbare onderdoorgang gegraven in de dijk, juist naast het Jachthuis. De capaciteit van de onderdoorgang wordt uitgebreid van 3 naar 17 m³ per seconde (wat neerkomt op 61,2 miljoen liter water per uur).

## Verkeersintensiteit
De wegbelasting van de N220 ter hoogte van het Jachthuis is ca. 14.000 personenauto's en ca. 2.000 vrachtauto's per dag.

## Geschiedenis
Oorspronkelijk was over het tracé waar de huidige N220 verloopt een rijksweg gepland. In het Rijkswegenplan 1932 was rijksweg 20 opgenomen, welke van Maasdijk naar Hoek van Holland zou verlopen. In het volgende rijkswegenplan van 1938 werd deze weg reeds afgevoerd als planweg.
Toen halverwege de jaren 70 de behoefte ontstond aan een wegnummersysteem ten behoeve van bewegwijzering werd voor de verbinding tussen Hoek van Holland en Maasdijk het nummer N20 voorzien. Hoewel de weg tussen Hoek van Holland en Maasdijk officieel geen rijksweg was, gaf dit wegnummer tezamen met de A20 de doorgaande richting aan vanaf Rotterdam richting de havens.
Vanaf de invoering van de Wet herverdeling wegenbeheer op 1 januari 1993 werd de N20 grotendeels hernummerd tot N220, om de scheiding tussen de verschillende wegbeheerders beter aan te geven. Rijksweg 20 (A20) wordt beheerd door Rijkswaterstaat, provinciale weg 220 (N220) wordt beheerd door de provincie Zuid-Holland. Het gedeelte van de N20 tussen Hoek van Holland en 's-Gravenzande werd onderdeel van de N211.